# موش خرمن اوراسیایی
موش خرمن اوراسیایی (نام علمی: Micromys minutus) نام یک گونه از سرده موشچه است. موش خرمن اوراسیایی بومی اروپا و آسیا است. این موش در محصولات گندم، جو دو سر همچنین در نی‌زارها و پرچینها زندگی می‌کند.
طول این موش بدون احتساب دم ۵٫۵ تا ۷٫۵ سانتی‌متر می‌باشد. دم نیز به تنهایی ۵ تا ۷٫۵ سانتی‌متر است. وزن موش خرمن اوراسیایی ۴ تا ۱۱ گرم است یعنی حدود نصف موش خانگی.